# 샘 망구바트
샘 망구바트(Sam Mangubat, 1990년 12월 21일 ~ )는 필리핀의 남성 싱어송라이터이며 편곡가이자 사진가이다. 대표곡에 《Carry on》이 있다.